# Xanthorhoe herbicolor
Xanthorhoe herbicolor là một loài bướm đêm trong họ Geometridae.